# Гамаль Салем
Гамаль Салем (араб. جمال سالم‎; 1918, Синкат — май 1968) — египетский военный и политик, бывший министр связи Египта и заместитель премьер министра.
Гамаль Салем появился на свет в 1918 в Синкате, в восточном Судане. Его младшим братом был родившийся в 1920 Салах Салем, также ставший впоследствии выдающимся государственным деятелем. В 1938 Гамаль окончил военное училище а в 1951 вместе с Анваром Садатом он присоединился к движению Свободных офицеров под руководством Гамаля Абдель Насера.
Вскоре после государственного переворота совершенного этой организацией в 1952 году он получил пост министра связи. Он был одним из тех кто требовал смертной казни для короля Фарука. Но Насеру удалось убедить остальных членов Совета Революционного Командования в том что в казни короля нет необходимости. Впоследствии Салем показался себя верным сторонником Насера, поддержав последнего в борьбе против Мухаммада Нагиба. Именно он руководил судебными процессами над сторонниками Нагиба а также приверженцами экстремистской организации Братья-мусульмане. В 1954 именно Салем отвечал за реализацию предложенной правительством земельной реформы, что позволило ему в том же году стать заместителем премьер-министра. Однако резко ухудшившееся в 1959 году здоровье вывело его из политической жизни страны вплоть до смерти в 1968 году.